# Cyatholipus
Cyatholipus es un género de arañas araneomorfas de la familia Cyatholipidae. Se encuentra en Sudáfrica.

## Lista de especies
Según The World Spider Catalog 12.0:
- Cyatholipus avus Griswold, 1987
- Cyatholipus hirsutissimus Simón, 1894
- Cyatholipus icubatus Griswold, 1987
- Cyatholipus isolatus Griswold, 1987
- Cyatholipus quadrimaculatus Simón, 1894
- Cyatholipus tortilis Griswold, 1987